# Portador asimptomàtic
Un portador asimptomàtic és una persona o un organisme que s'ha infectat amb un patogen, però que no mostra signes ni símptomes. Encara que no es veuen afectats pel patogen, els portadors poden transmetre'l als altres o desenvolupar símptomes en etapes posteriors de la malaltia. Els portadors asimptomàtics tenen un paper crucial en la transmissió de malalties infeccioses comunes com la febre tifoide, el VIH, Clostridioide grips, còlera, tuberculosi i COVID-19, encara que aquesta última sovint s'associa amb "immunitat robusta de cèl·lules T" en més d'un quart dels pacients estudiats. Encara que el mecanisme del transport de malalties encara és desconegut, els investigadors han avançat cap a la comprensió de com certs patògens poden romandre latents en un ésser humà durant un període. Una millor comprensió dels portadors asimptomàtics de malalties és crucial per als camps de la medicina i la salut pública, ja que treballen per mitigar la propagació de malalties infeccioses comuns.

## Tipologies de portadors asimptomàtics
Els portadors asimptomàtics es poden classificar per l'estat actual de la seva malaltia. Quan un individu transmet patògens immediatament després de la infecció, però abans de desenvolupar els símptomes, se'l coneix com a portador d'incubació. Els humans també són capaços de propagar malalties després d'un període de malaltia. Els individus coneguts com a portadors convalescents, normalment pensen que estan curats de la malaltia. Les malalties víriques com l'hepatitis i la poliomielitis es transmeten sovint d'aquesta manera. Els «portadors sans» no presenten mai signes o símptomes de la malaltia, però són capaços d'infectar altres persones, i sovint són considerats com els portadors asimptomàtics "clàssics".
Mentre que els mecanisme de portador de la malaltia és encara desconegut, els investigadors han avançat cap a la comprensió de com certs patògens poden romandre latents en un ésser humà durant un període. Una millor comprensió dels portadors asimptomàtics de malalties és crucial per als camps de la medicina i la salut pública, ja que treballen per mitigar la propagació de malalties infeccioses comuns.

## Importància en la transmissió de malalties
La informació limitada sobre la prevalença dels portadors asimptomàtics crea una dificultat considerable a l'hora de planificar iniciatives de salut pública. Atès que la vigilància de la malaltia depèn de les estimacions tant de les taxes asimptomàtiques com de les simptomàtiques de la malaltia, la manca d'informació sobre la prevalença de portadors pot conduir a iniciatives insuficients per mitigar problemes de salut pública comuns com infeccions per Clostridioides difficile o la grip. Els investigadors han expressat el desig de predir millor els mètodes de transmissió per a determinar la resposta adequada de la salut pública. Per exemple, una malaltia amb una coneguda taxa asimptomàtica baixa pot conduir a una major vigilància de casos simptomàtics, mentre que una taxa asimptomàtica més alta podria conduir a mètodes més agressius com prohibicions de viatjar i quarantenes obligatòries, ja que el nombre de casos contagiosos i asimptomàtics seria desconegut.

## Possibles explicacions
Encara que es desconeix una explicació exacta de l'estat asimptomàtic, els investigadors han estat dedicant els seus esforços a entendre com alguns bacteris específics prosperen en els amfitrions humans, amb l'esperança de determinar una comprensió universal de la transmissió asimptomàtica.

### Un mecanisme biològic que utilitza salmonel·la
Nombroses publicacions d'investigació han demostrat com la salmonel·la és capaç de romandre en cèl·lules immunitàries i alterar-ne els sistemes metabòlics per tal de transmetre encara més la malaltia. Fent servir una cadena estretament relacionada amb el bacteri Salmonella typhimurium, els científics han estat capaços de crear un model de ratolí que imita els casos persistents de salmonel·la que es veuen en els portadors del tifoide. Un cop han conegut que el bacteri pot residir en ratolins durant tota la seva vida, els investigadors han estat capaços de determinar que el bacteri tendeix a residir en macròfags. Un examen més exhaustiu dels nodes limfàtics dels ratolins revela que el bacteri S. typhimurium canvia la resposta inflamatòria dels macròfags. En lloc de provocar una resposta inflamatòria de les cèl·lules atacants, el bacteri és capaç de convertir-les en un macròfag antiinflamatori, cosa que permet unes condicions de supervivència òptimes. Segons el científic en cap Dr. Denise Monack, "no era que els macròfags inflamatoris no fossin vulnerables a la infecció, sinó que, després d'haver infectat un macròfag, el bacteri S. typhimurium tenia molta més capacitat de replicar-se en el tipus antiinflamatori". Els investigadors també han trobat que la presència de receptors activats per proliferadors de peroxisomes (PPAR per les seves sigles en anglès) eren correlatius a la presència del bacteri de salmonel·la. Els PPPAR, considerats com a interruptors genètics d'itinerància, són els responsables del metabolisme dels greixos necessari per sostenir macròfags antiinflamatoris en què el bacteri S. typhimurium s'amaga.

## Bacteriúria asimptomàtica
La bacteriúria asimptomàtica és una condició que normalment afecta entre el 3 i el 5% de les dones, sent les poblacions més vulnerables les de la tercera edat i les diagnosticades amb diabetis. Dins la població femenina, el risc de bacteriúria augmenta amb l'edat. L'Escherichia coli és l'organisme més comú que es troba durant les anàlisis d'orina, tot i que la varietat d'organismes potencialment contagiosos és diversa i pot incloure enterobacteriàcies, Pseudomonas aeruginosa, espècies enterococs i estreptococs del Grup B. L'Agency for Healthcare Research and Quality (Agència per a la recerca i la qualitat de l'atenció sanitària) ha emès un conjunt de recomanacions d'avaluació i ha ofert informació sobre el mecanisme de la bacteriúria. Els resultats de la metaanàlisi no van produir cap explicació clara sobre els portadors asimptomàtics, però van aportar noves proves que van reforçar el suport per la detecció de bacteriúria asimptomàtica només en dones embarassades.

## Malalties infeccioses
Els portadors asimptomàtics han augmentat la propagació de moltes malalties infeccioses. Un principi comú en epidemiologia, la regla 80-20, especula que el 80% de la transmissió de malalties es duu a terme només pel 20% de les persones d'una població.

## Febre tifoide
La febre tifoide és una malaltia causada pel bacteri Salmonella enterica serovar Typhimurium. Un individu pot adquirir aquesta infecció consumint aliments o begudes de risc, o consumint aliments o begudes preparats per un individu infectat. Els qui es recuperen d'aquesta infecció encara poden ser portadors dels bacteris a les seves cèl·lules i, per tant, ser asimptomàtics.

## Mary Tifoide
Mary Mallon, coneguda com a "Mary Tifoide", era una portadora asimptomàtica de Salmonella enterica serovar Typhimurium, l'agent causant de la febre tifoide. Va ser cuinera per a diverses famílies i soldats a la ciutat de Nova York durant la dècada del 1800, i diversos casos de febre tifoide li van ser atribuïts pel Departament de Salut. En aquell moment, no hi havia manera d'erradicar la malaltia, i es va estendre principalment per transmissió fecal-oral. Es creu que la major part del risc de transmissió de Mary Mallon sorgí de la seva participació contínua en ocupacions relacionades amb la preparació i la manipulació d'aliments. Els funcionaris de salut pública de la ciutat de Nova York van tractar inicialment de restringir-la d'aquesta tipus de feina en lloc de posar-la permanentment en quarantena. Quan va seguir sense complir, la Comissió de Salut va ordenar que estigués en quarantena en una de les illes que envolten Manhattan. Va romandre allà fins a la seva mort. Malgrat semblar perfectament saludable, s'estima que Maria va infectar unes 50 persones abans d'entrar en quarantena. Els científics calculen que entre l'1% i el 6% dels individus infectats amb Salmonella Typhimurium es van convertir en portadors crònics i asimptomàtics com la Mary.

### Virus de la immunodeficiència humana
En la infecció pel VIH hi ha un període llarg durant el qual la persona és asimptomàtica. Encara que l'hoste pot no estar experimentant símptomes, el virus encara es pot transmetre als altres. També és possible que la infecció es converteixi en simptomàtica després d'aquest període d'incubació. Tant si l'amfitrió mostra símptomes com si no, les infeccions oportunistes poden aprofitar el sistema immunitari afeblit i causar més complicacions.

### Virus d'Epstein-Barr
Molts portadors estan infectats amb virus persistents com el virus d'Epstein-Barr (EBV), un membre de la família dels virus herpes. Els estudis mostren que al voltant del 95% dels adults tenen anticossos contra l'EBV, cosa que significa que han estat infectats amb el virus en algun moment de la seva vida.

### Clostridium difficile
S'ha demostrat que el bacteri Clostridium difficile també es propaga a través de portadors asimptomàtics, i planteja problemes significatius en entorns d'atenció domiciliària. Els informes que indiquen que més del 50% dels pacients de llarga durada presenten contaminació fecal malgrat la manca de símptomes ha provocat que molts hospitals a ampliessin el període de precaucions de contacte fins a l'alta.

### Còlera
Pel que fa a la còlera, les estimacions de la proporció d'infeccions asimptomàtiques i simptomàtiques han variat de 3 a 100.

### Clamídia
La clamídia, una MTS que afecta tant homes com dones, també pot ser asimptomàtica a la majoria dels individus. Tot i que la infecció pot no produir símptomes obvis, encara pot danyar el sistema reproductiu. Si la infecció passa desapercebuda durant molt de temps, els individus infectats corren el risc de desenvolupar la malaltia inflamatòria pelviana (MIP). Igual que la clamídia, la MIP també pot ser asimptomàtica.

### Poliomielitis
Un petit nombre de portadors asimptomàtics de poliomielitis (referits com a excretors crònics) continuen produint virus actius durant anys (o fins i tot dècades) després de la seva exposició inicial al vaccí oral Sabin. Els portadors del virus atenuat de manera involuntària propaguen el virus atenuat, inoculant els altres, donant-los immunitat de contacte; no obstant això, alguns adults amb sistemes immunitaris febles han contret la Poliomielitis paralítica a causa del contacte amb nens recentment immunitzats. Els portadors de soques virulentes difonen la poliomielitis, augmentant la dificultat de la seva erradicació.

### Tuberculosi
La tuberculosi (TB) és una malaltia infecciosa normalment causada pel bacteri Mycobacterium tuberculosis (MTB). La tuberculosi afecta generalment els pulmons, però també pot afectar altres parts del cos. La tuberculosi activa o simptomàtica s'encomana de persona a persona a través de l'aire a través d'espores bacterianes que s'alliberen a l'aire després de tossir o esternudar. Alguns individus poden estar infectats amb el micobacteri de tuberculosi però mai mostren símptomes. Anomenats de tuberculosi latent, aquests casos, tot i que no contagiosos són particularment problemàtics des d'una perspectiva de salut pública, ja que aproximadament el 10% dels diagnosticats de tuberculosi latent desenvoluparan un cas actiu (i contagiós).